# Петропавловка (Ставропольский край)
Петропа́вловка — село в Шпаковском районе (муниципальном округе) Ставропольского края России.

## География
Расстояние до краевого центра: 29 км.
Расстояние до районного центра: 18 км.

## История
Осенью 1921 году после ликвидации Иоанно-Маринского женского монастыря города Ставрополя в селе Петропавловка зародилась монашеская община из числа насельниц ставропольский обители. Община существовала до 1937 года. Несколько монахинь были арестованы и приговорены тройкой НКВД к расстрелу.
До 16 марта 2020 года село входило в состав упразднённого Казинского сельсовета.

## Население
| 1925 | 1926 | 1989 | 2002 | 2010 | 2013 | 2014 |
| ---- | ---- | ---- | ---- | ---- | ---- | ---- |
| 227  | ↘168 | ↗261 | ↗328 | ↘279 | →279 | ↗300 |

По данным переписи 2002 года, 87 % населения — русские.

## Памятники
- Братская могила красных партизан, погибших за власть советов. 1920 год[11]

## Русская православная церковь
- 12 июля 2021 году по благословению Правящего архиерея, митрополита Ставропольского и Невинномысского Кирилла установлен и освящен Поклонный Крест в честь Собора новомучеников и исповедников Церкви Русской[12]
- Часовня святых первоверховных апостолов Петра и Павла[13]
- Часовня святого преподобного Давида Гареджийского на ул. Шефченко, д. 35
- Скит первоверховных апостолов Петра и Павла Иоанно-Мариинского женского монастыря города Ставрополя (Монашеская женская община)
- Домовый храм в честь преподобного Гавриила Самтаврийского на ул. Октябрьская,  д. 2а
- Колодец, освящённый в честь преподобного Гавриила Самтаврийского
- Архондарик в честь священномученика Дионисия Ареопогита